# Ormosia megacera
Ormosia megacera är en tvåvingeart som beskrevs av Alexander 1917. Ormosia megacera ingår i släktet Ormosia och familjen småharkrankar. Inga underarter finns listade i Catalogue of Life.